# Plasa Bădiceni, județul Soroca
Plasa Bădiceni a fost o unitate administrativ-teritorială din perioada interbelică, în județul Soroca din România.
Plasa Bădiceni  avea (la 1930) 66  localități:
1. Arionești
2. Alinți
3. Baroncea
4. Baxani
5. Bădiceni
6. Beteni
7. Bolbocii-Noui
8. Bolbocii-
9. Căinarii-Vechi
10. Cartofleanca
11. Chetrosu
12. Cociorveni
13. Cotova
14. Cremenciuc
15. Crișcăuți
16. Cureșnița-Nouă
17. Dărcuți
18. Dominteni
19. Drochia-Gară
20. Floriceni
21. General-Poetaș
22. Ghica-Vodă
23. Grigorești
24. Holoșnița
25. Holoșnița-Nouă
26. Horodiștea
27. Iarova
28. Izvoarele
29. Livezi   (cu Sobari)
30. Malcăuți
31. Măcăreuca
32. Nădușița
33. Nicolăești
34. Nicorești
35. Niorcani
36. Oclanda
37. Palanca
38. Petreni
39. Pocrovca
40. Popeștii-de-Jos
41. Popeștii-de-Sus
42. Popeștii-Noui
43. Regele-Decebal
44. Rughi
45. Samoileuca
46. Scăeni
47. Schineni
48. Slobozia-Nouă
49. Sudarca
50. Șalvirii-Noui
51. Șeptelici
52. Șolcani
53. Șureli
54. Șuri
55. Șurii-Noui
56. Tătărușii-Noui
57. Tătărușii-Vechi
58. Teleșăuca-Nouă
59. Teleșăuca-Veche
60. Tolocănești
61. Unguri
62. Văleni
63. Visoca
64. Voroconveni
65. Gura
66. Zgurița